# Сефевидо-деканские отношения
Сефевидо-деканские отношения — двусторонние отношения между Сефевидским государством и Деканскими султанатами.

## История
С созданием ряда шиитских государств в Декане Сефевиды неожиданно оказались в центре большого шиитского сообщества. Двор Сефевидов воспринимался шиитами из других стран как источник руководства и защиты от угнетающего суннитского мира. Деканские султанаты центральной и западной Индии, появились на Деканском плато и вдоль западного побережья Индии с концом правления Бахманидов в начале XVI века, чьи султаны были шиитами. Многие из них восхищались шахом Исмаилом I и его сефевидскими преемниками.  Два из этих султанатов, Голконда и Ахмеднагар, провозгласили шиизм своей официальной конфессией, следуя примеру Исмаила. Хотя создатель Голкондского султаната Султангулу Бахарлу гордился тем, что его предки исповедовали шиизм до Сефевидов, со времён Кара Мухаммеда и Кара Юсуфа. Он утверждал:
«Я также поклялся Пророком и его преемником Али, что, если мне когда-нибудь удастся обрести независимость, то я буду содействовать распространению веры последователей двенадцати имамов в тех местах, где «никогда раньше не развевались знамёна правоверных»; но не думайте, что я взял эту идею от шаха Исмаила из Персии; да будет известно, что я исповедовал религию двенадцати (да будет над ними покой от Аллаха) до этого, со времён правления султана Ягуба, так как это была вера моих предков. Сейчас мне почти сто лет, большую часть из которых я посвятил распространению законов истинной религии; и теперь я хочу уйти от внешнего мира и потратить остаток своих дней, проводя их в молитве».
Проживавший в Индии бывший сторонник Исмаила, Шах Тахир Хусейни, помог укрепить шиизм в этих землях. Правители ещё одного султаната, Адиль-шахов Биджапура, попеременно провозглашали себя то суннитами, то шиитами, но зачастую приказывали читать хутбу на имена сефевидских шахов, а не могольских императоров. Сильная шиитская ориентация таких центров, как Хайдарабад, способствовала созданию впечатляющих коллекций материалов Сефевидов, собранных в библиотеках Декана. 

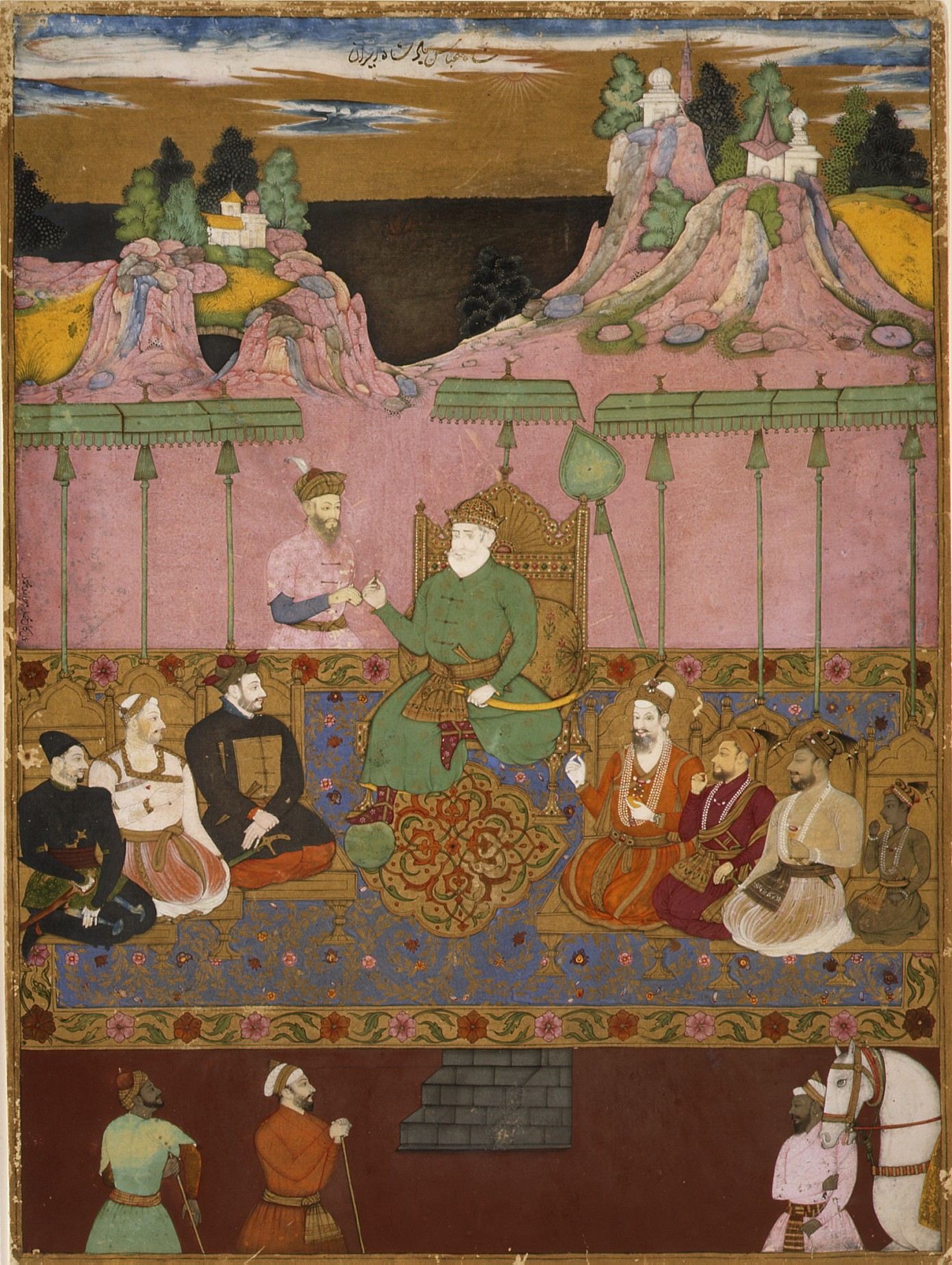
Шах Исмаил I передаёт символический ключ легитимности правителю Биджапурского султаната Юсуфу Адилшаху, миниатюра около 1680 года

В 1509—1512 годах Сефевиды отправляли посольства в различные страны мира, в том числе и в Деканские султанаты. В октябре 1510 года миссия Сефевидов прибыла в Гоа, чтобы отдать дань уважения Юсуфу Адилшаху, правителю Биджапура. Это был дипломатический ответ более раннему посольству Адилшахов, возглавляемому неким Сейид Ахмедом Харави, которое прибыло ко двору Исмаила несколькими годами ранее. Однако ландшафт Гуджрата радикально изменился, и теперь послы Сефевидов столкнулись в Гоа с христианской Португальской державой, а не с деканской династией шиитов. После нескольких месяцев переговоров посол Мир Абу Исхак вернулся с письмом португальского капитана к шаху Исмаилу. В ноябре 1511 года была собрана и отправлена другая миссия. Сефевидский посол Ядигяр-бек Кызылбаш на самом деле направлялся в Биджапур, но решил сойти при дворе Музаффар-шаха, правителя Гуджрата. Ядигяр-бек преподнёс необходимые дары и, в свою очередь, получил церемониальные одежды и особняк для своей резиденции. Затем он отправился в Биджапур, конечную цель этой конкретной миссии, чтобы укрепить узы братства между Сефевидами и Адилшахами. Отношения ещё более укрепились в 1519, когда шах Исмаил отправил посольство под командованием Ибрагим-бека Туркмана с большим количеством подарков для правителя Исмаила Адилшаха. Царское письмо, адресованное деканскому правителю было высокопарным в восхвалении Исмаила Адилшаха как исламского правителя. Это признание суверенитета Адилшахов шиитской державой за пределами Индийского субконтинента столь порадовало Исмаила, что он устроил массовое празднование прибытия Ибрагим-бека Туркмана и приказал всем своим шиитским воинам надеть кызылбашский тадж.

В письме, отправленном Ибрагимом Кутбшахом с Голконды сефевидскому шаху Тахмасибу I, написано: 
«[Кутб шах] поднял знамя победы с божественной помощью и с помощью царской благосклонности. Он заставил ряды врагов, собравшихся в узел Плеяд, рассеяться подобно хвосту Урсы. Теперь он в состоянии выполнить обязательства управления и возобновить старые узы. Очевидно, что никто до нас не поднимал знамя пропаганды веры имамитов на этих землях! Никто до нас не распространял возвышенную двунадесятную хутбу! День за днём прилагались огромные усилия для укрепления основ этого великого вероучения и правил этого высшего шариата».
Переписка такого рода отмечает недвусмысленные связи между Голкондским султанатом и Сефевидской империей, ядро которых опирается на общие шиитские взгляды. Подобные тенденции были и в случае соседнего султаната Ахмаднагар. В 1544 году Бурхан Низам шах послал Хуршаха ибн Губада аль-Хусейни послом при дворе Сефевидов. Доставив подарки из Индии, Хуршах получил аудиенцию у шаха. В своем отчёте посол заявил, что шах «осведомился о событиях в Индии и о положении ее правителей. Он приветствовал Прибежище Мира (Бурхан Низам шаха), сославшись на своё собственное имя после имени Его Величества (шах Тахмасиба). Шах продемонстрировал бесконечную доброту по отношению к Шаху Тахиру, который был причиной шиитского следования за Низам шахом и причиной дружбы и примирения двух сторон». Как и на Голконде, в Ахмаднагаре связь с Сефевидами была прямо заявлена как опора на общее вероучение. Особое внимание было уделено обстоятельствам обращения Бурхана Низам шаха. Согласно летописцу Мухаммеду Гасыму Астарабади, султан принял шиизм после того, как Шах Тахир Хусейни, близкий советник и доверенное лицо султана, сумел вылечить его сына, принца Абд аль-Гадира, когда все другие потерпели неудачу. Шах Тахир, возможно, был исмаилитом, однако Бурхан обратился в шиизм двунадесятников. Этот выбор вероучения может связь с Сефевидами. Таким образом, как сефевидские, так и деканские источники указывают, что султанаты Декана приняли двунадесятный шиизм в качестве своего официального кредо. Деканские султанаты описываются как шиитские государства на окраинах сферы влияния Сефевидов.
Историк Харун Хан Ширвани утверждает, что отношения между султанами Голконды и Сефевидами укрепились, когда шиизм стал преобладать при последних. Он приписывает значение Сефевидов в султанате исключительно религиозным вопросам. Мухаммед Абдул Найим говоря о Биджапуре, указывает на временную близость введения шиизма в обоих султанатах. Далее он предполагает, что отношения между Сефевидами и Биджапуром в политических и религиозных делах оказало влияние не только на культурную и интеллектуальную деятельность султанов Адиль-шахов, но и его влияние глубоко проникло в различные аспекты жизни и общества в Биджапуре. В своём исследовании шиитского ислама в Индии Джастин Джонс пишет о шиитских династиях на юге Декана, которые установили шиизм. Деканские султанаты в официальных летописях понимались не только, как шиитские государства, но и в сефевидской форме. 

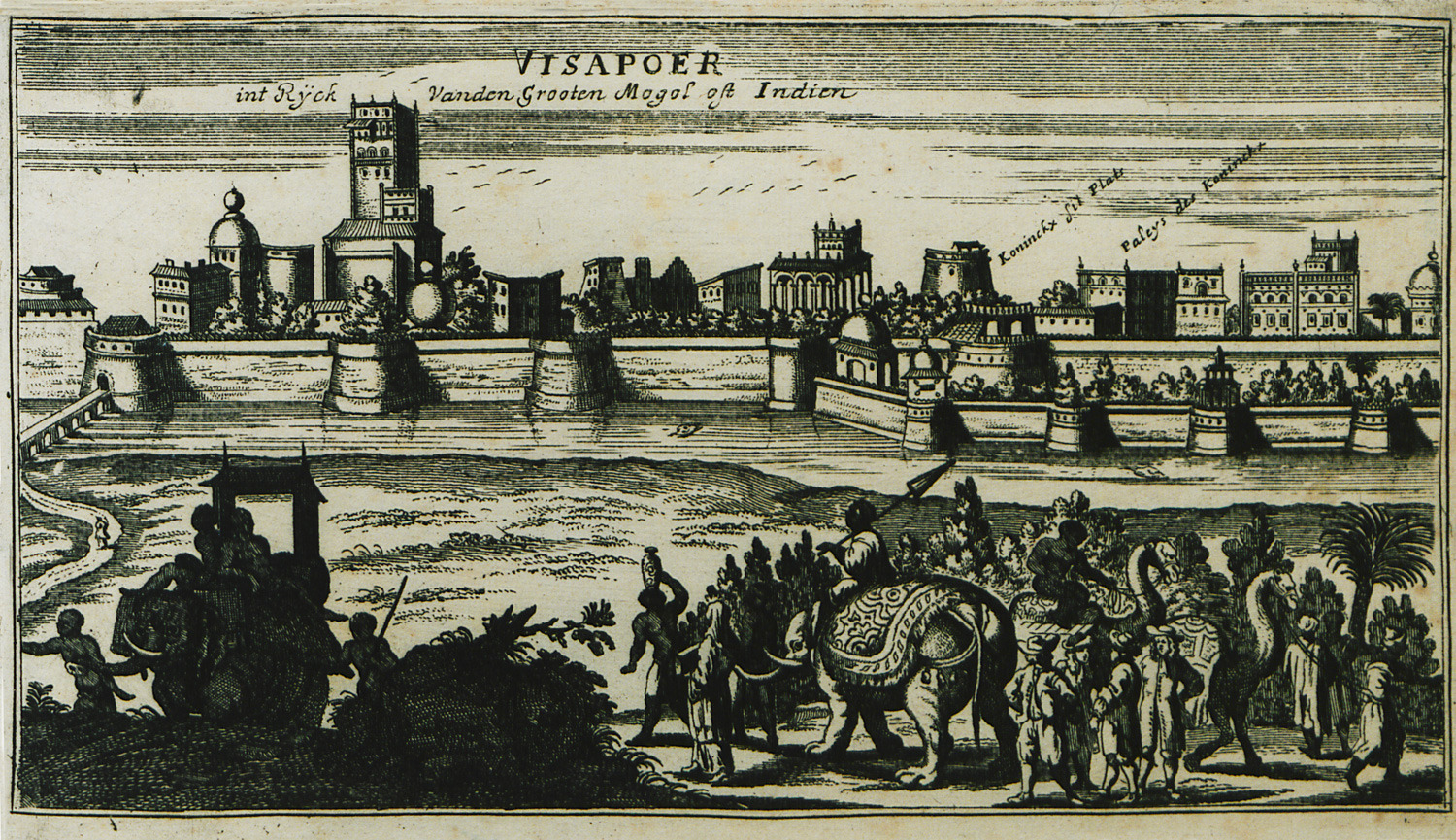
Городская стена Биджапура на гравюре Джейкоба Питерса, 1690 год

Биджапурский султан Исмаил I, будучи шиитом, приказал всей своей армии носить кызылбашский тадж на сефевидский манер. Напротив, его сын-суннит Ибрахим I предпочитал местный язык персидскому и запрещал головной убор Сефевидов. Кроме того, он изменил язык налоговых отчетов и судебных отчетов с персидского на местные наречия, маратхи и каннада, и назначил браминов в административной системе. Сын Ибрахима I, Али I, взошел на трон Биджапура в 1558 году в возрасте 16 лет, хотя, как сообщается, его отец не хотел продвигать его из-за его шиитских наклонностей. Но после смерти Ибрахима он был избран его преемником. При Али государственная власть значительно расширилась, в частности, после поражения южного соседа, Виджаянагара, в 1565 году. Надпись на городской стене Биджапура, построенной Али I, начинается с шиитской формулировки: «Нет такого героя, как Али! Нет такого меча, как Зульфикар!».
Бездетному Али I в 1580 году наследовал его племянник Ибрахим II, который вскоре изменил официальную веру султаната на суннизм. Источники связывают Ибрахима более непосредственно с шиитским кредо. В «Golzar-e Ebrahim» Зохури пишет, что «счастье султана подчиняться прославленному шариату Мустафы (Мухаммеда) и счастье поднять знамя дружбы для Муртазы (Али)», к чему он добавляет что «доказательством его чистой природы [является] его любовь к чистым имамам». Подобное упоминание Али есть и на медных монетах времён его правления. Ещё более прямое упоминание есть в произведении Феришты. Летописец сообщает, что в сентябре 1595 года султан расположился лагерем для совершения шиитских траурных обрядов. В следующем году в Индию прибыл шиитский ученый Мир Мухаммед Салех Хамадани. Ибрахим организовал для него царский прием. На десятый день мухаррама султан совершал траурные обряды в соответствии с обычаем прошлых лет. Затем он пригласил Мир Мухаммеда присоединиться к нему в цитадели Биджапура. Когда караван приблизился, султан «долго прошёл пешком, чтобы встретить его, и совершил земной поклон благодарения», выказывая особое почтение шиитскому ученому.
Али I и Ибрахим II не сильно отличались друг от друга. Оба были связаны с с шиизмом и поддерживали тёплые отношения с Сефевидами, поддерживая связи с суфийскими святыми. Официальная речь султанов по отношению к Сефевидам представляет собой прямое выражение союза с империей не только в политическом, но и в идеологическом отношении. В письме Ибрахима II, отправленном в начале 1623 года шаху Аббасу I написано: 
«Земли Декана составляют такую же часть Сефевидской империи, как провинции Ирак, Фарс, Хорасан и Азербайджан. Соответственно, имена сефевидских монархов произносились в проповеди и будут произноситься в будущем. Наши предки были назначены управлять этими территориями и защищать их предками Его Величества. Итак, наша функция — управлять странами от имени Его Величества и защищать их от иностранной агрессии» . 
В письме говорится, что суннитский султан Биджапура не только признал роль Сефевидов в назначении султанов Адиль-шахов, но и был счастлив передать суверенитет Сефевидам, выразив это хутбой. Принятие шиитской хутбы суннитским правителем вызвало у некоторых недовольство. Эта напряжённость ещё больше подчеркивает особый взгляд на значение хутбы как знака принятия Деканом подданства Сефевидов со всеми его символами.

В 1631 году политический порядок на Деканском плато в Южной Индии был на пороге значительных изменений, когда император Великих Моголов Шах Джахан начал крупную кампанию в регионе. Понимая серьёзность ситуации, султан Голконды Абдулла Кутб шах произнёс следующую речь в своем дворе в Хайдарабаде. Его придворный историк Низамеддин Ахмед Ширази приводит его слова: 
«Наш славный предок, правитель и завоеватель царств Индии, Владыка Счастливого Соединения (сахеб-керан) при содействии чистой души пророка и полководца верующих Али (Гейдара), и при помощи священных душ Двенадцати имамов поразили головы и шеи предводителей подлых неверных и низкородных индусов в этой стране своей силой и мощью храбрости и своим мечом, подобным Зульфикару… [Таким образом] он завоевал свое царство. Он распространял обычаи народа Мухаммеда и веру Али».
В этот критический момент султан решил провозгласить смысл существования султаната с точки зрения распространения ислама шиитского течения, выраженной в призыве. Такая риторика не была редкостью в дворах Декана и, возможно, использовалась для внутреннего потребления. В конце концов, когда ситуация казалась ужасной, у членов двора, в частности у знати, не имевшей особой привязанности к султанату, была возможность покинуть двор Кутбшахи и присоединиться к Моголам, как это сделали некоторые придворные. Примерно два десятилетия спустя Мухаммед Саид Шахрестани, более известный как Мир Джумла, прославился именно этим путем. Поэтому напоминание о том, почему султан заслужил их поддержку, было необходимо. Эта идиома, однако, не ограничивалась внутренними делами. Подобный язык широко использовался в дипломатической переписке между султанатами Декана, а также между ними и Сефевидами. В последнем случае в смесь был внесен еще один элемент: не только общее использование шиитских клише, но и более явное выражение приверженности Сефевидам.